# 江成德
江成德（：1844年6月25日—1909年7月24日），是天主教義大利籍主教及方濟會會士。曾任中國湖北東境宗座代牧宗座代牧。（1884年-1923年）

## 生平
江成德出生於1844年6月25日在義大利特爾尼省的市鎮蒙特基奥。1866年12月21日，他22歲時在方濟會晉鐸，且被派遣到中國湖北傳教。
1883年5月17日，湖北東境宗座代牧宗座代牧明位篤主教病逝。1884年9月18日，江成德獲時任教宗庇護九世任命為湖北東境宗座代牧宗座代牧，領銜馬達羅斯教區主教，由河南南境宗座代牧安西滿晉牧。
江成德就任後，修建武昌花園山聖家堂，設立武昌花園山孤兒院。1909年7月24日，江成德在病逝，年65歲。由田瑞玉主教繼任成為湖北東境宗座代牧。